# 리처드 샌더스
리처드 샌더스(Richard Sanders, 1940년 8월 23일 ~ )는 미국의 배우, 텔레비전 배우이다.
해리스버그에서 태어났다.

## 영화
- 서커스 오브 인피니티 (2005년)
- 맨 오브 오너 (2000년)
- 러버스 레인 (1999년)
- 금지된 선택 (1994년)
- 밸리 걸 (1983년)
- 뿌리 - 그 다음 세대 (1979년)
- 미드웨이 (1976년)